# لری کلنر
لری کلنر (انگلیسی: Larry Kellner؛ زادهٔ ۱۹ ژانویهٔ ۱۹۵۹) مدیر اجرایی آمریکایی است، که هم‌اکنون به‌عنوان مدیرعامل شرکت کنتیننتال ایرلاینز فعالیت می‌کند.